# 22 (пісня Сари Мак-Тернан)
«22» — пісня ірландської співачки Сари Мак-Тернан. Вона представляла Ірландію на пісенному конкурсі Євробачення 2019 в Тель-Авіві, Ізраїль.

## Євробачення
Пісня представляла Ірландію на конкурсі Євробачення 2019 року, після того, як Сара Мак-Тернан була обрана ірландським телеканалом. 28 січня 2019 року було проведено спеціальний розіграш, який помістив кожну країну в один з двох півфіналів, а також у якій половині шоу вони виступатимуть. Ірландія була розміщена у другому півфіналі, який відбувся 16 травня 2019 року, і виступила у першій половині шоу. Після того, як всі конкуруючі пісні для конкурсу 2019 року були випущені, порядок виконання півфіналів вирішувався виробниками шоу, а не через інший розіграш, так що подібні пісні не розміщувалися поруч один з одним. Ірландія виступила другою, але не змогла увійти до десятки лідерів і не пройшла до гранд-фіналу.

## Трек-лист
| Digital download | Digital download | Digital download |
| #                | Назва            | Тривалість       |
| ---------------- | ---------------- | ---------------- |
| 1.               | «22»             | 2:53             |